# Chayei Sarah
Chayei Sarah, Chaye Sarah, o Hayye Sarah (ebraico: חַיֵּי שָׂרָה — tradotto in italiano: "vita di Sara", incipit di questa parashah) – quinta porzione settimanale della Torah (ebr. פָּרָשָׁה – parashah o anche parsha/parscià) nel ciclo annuale ebraico di letture bibliche dal Pentateuco. Rappresenta il passo 23:1-25:18 della Genesi che gli ebrei leggono durante il quinto Shabbat dopo Simchat Torah, generalmente in novembre.
La parashah racconta le storie delle trattative di Abramo per assicurare un luogo di sepoltura alla moglie Sara e la missione del suo servo per garantire una moglie al figlio (di Avraham e Sarah) Isacco.

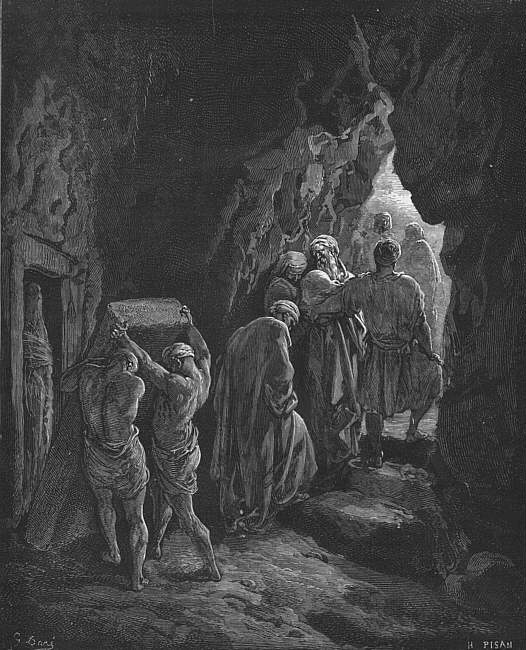
Sepoltura di Sara (incisione di Gustave Doré da La Sainte Bible del 1865)

## Letture
Nella lettura tradizionale della Torah dello Shabbat, la parashah è suddivisa in sette letture o in ebraico עליות‎?, aliyot. Nel testo masoretico del Tanakh (Bibbia ebraica), la Parshah Chayei Sarah ha tre divisioni a "porzione aperta" (ebraico: פתוחה, petuchah) – che equivalgono circa a paragrafi, spesso abbraviati con la lettera ebraica פ (peh), corrispondente alla lettera italiana "P". Parshah Chayei Sarah non ha divisioni a "porzione chiusa" (ebraico: סתומה, setumah) – abbreviate con la lettera ebr. ס - samekh, equivalente circa alla lettera italiana "S". La prima porzione aperta lunga (ebraico פתוחה, petuchah) copre le prime cinque letture (ebraico: עליות, aliyot). La seconda porzione aperta (ebraico: פתוחה, petuchah) coincide con la sesta lettura (ebraico: עליה, aliyah). E la terza porzione aperta (ebraico: פתוחה, petuchah) coincide con la settima lettura (ebraico: עליה, aliyah).

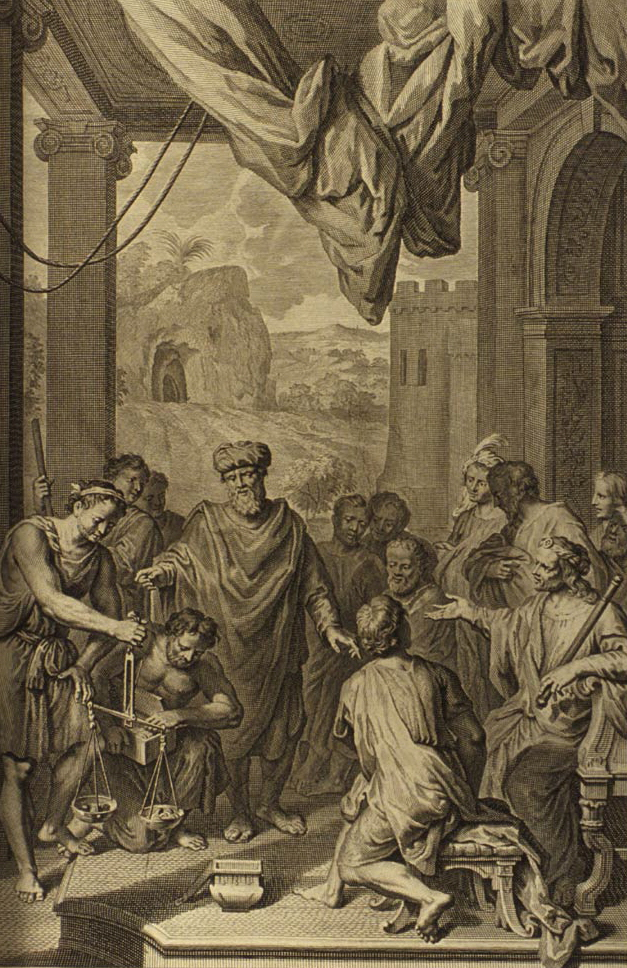
Abramo pesa l'argento (illustrazione da Figures de la Bible del 1728)

### Prima lettura — Genesi 23:1–16
Nella prima lettura (ebraico: עליה, aliyah), Sara visse 127 anni e morì a Hebron, e Abramo la rimpianse. Abramo chiese agli Ittiti di vendergli la "proprietà di un sepolcro" e gli Ittiti lo invitarono a seppellire i suoi defunti nel migliore dei loro sepolcri. Abramo chiese agli Ittiti di intercedere per lui con Efron figlio di Zocar affinché gli vendesse la Grotta di Macpela a prezzo intero. Davanti agli Ittiti alla porta della sua città, Efron offrì di dare ad Abramo il campo e la caverna che si trovava lì, ma Abramo insistette di pagare il prezzo del terreno. Efron dichiarò il valore del terreno a 400 sicli d'argento e Abramo accettò i termini di Efron, dandogli l'argento e comprando così il campo. La prima lettura (ebraico: עליה, aliyah) termina qui.

### Seconda lettura — Genesi 23:17–24:9
Nella seconda lettura (ebraico: עליה, aliyah), Abramo stabilì quindi il suo titolo di proprietà del terreno tramite l'acquisto, e seppellì Sara nella caverna. Abramo era vecchio e istruì il suo servo più anziano di mettergli la "mano sotto la coscia" e giurare "per il Signore, Dio del cielo e Dio della terra" che non avrebbe preso la futura moglie di Isacco scegliendola tra le cananee, ma che sarebbe andato nella terra natia di Abramo per trovare una moglie a Isacco. Il servo chiese se, nel caso in cui la donna non avesse acconsentito di seguirlo a Canaan, egli allora dovesse ricondurre Isacco alla terra natia di Abramo Abramo gli disse di non farlo assolutamente! "Il Signore, Dio del cielo e Dio della terra, che mi ha tolto dalla casa di mio padre e dal mio paese natio, che mi ha parlato e mi ha giurato: Alla tua discendenza darò questo paese, egli stesso manderà il suo angelo davanti a te, perché tu possa prendere di là una moglie per il mio figlio. Se la donna non vorrà seguirti, allora sarai libero dal giuramento a me fatto; ma non devi ricondurre là il mio figlio" (Genesi 24:7-8). Così il servo mise la mano sotto la coscia di Abramo e giurò come gli era stato richiesto. La seconda lettura (ebraico: עליה, aliyah) finisce qui.

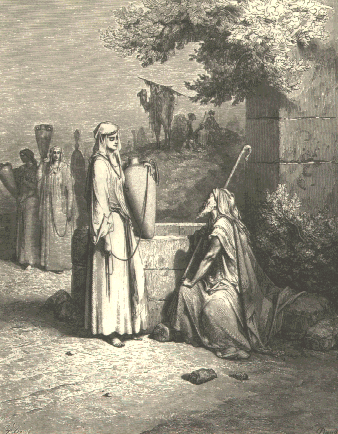
Eliezer e Rebekah (incisione di Gustave Doré da La Sainte Bible del 1865)

### Terza lettura — Genesi 24:10–26
Nella terza lettura (ebraico: עליה, aliyah), il servo prende le "cose preziose" di Abramo e dieci suoi cammelli e si reca a Aram-Naharaim ("Paese dei due fiumi"), la città di Nacor. Il servo "fece inginocchiare i cammelli fuori della città, presso il pozzo d'acqua, nell'ora della sera, quando le donne escono ad attingere." Il servo chiede a Dio di concedergli che la fanciulla alla quale chiederà di fargli bere l'acqua del pozzo e che risponderà offrendogli anche acqua per i cammelli diventi colei che Dio ha destinato ad Isacco. Ha appena finito di pregare che Rebekah, la bella vergine figlia del nipote di Abramo, Betuèl, arriva con l'anfora sulle spalle, si avvicina alla fonte, riempie l'anfora e si avvicina. Il servo gli va incontro e chiede di bere un po' d'acqua dall'anfora, al che Rebekah subito lo fa bere e quando ha bevuto a sazietà, ella si offre di tirar su dell'acqua dal pozzo per i suoi cammelli e farli bere. Quando i cammelli hanno finito di abbeverarsi, il servo le offre un pendente d'oro per il naso e due braccialetti per le braccia, e le chiede di chi sia figlia e se ci fosse posto a casa di suo padre per passare la notte. La fanciulla si identifica e soggiunse: "C'è paglia e foraggio in quantità da noi e anche posto per passare la notte". Al che il servo si prostra a Dio, benedicendoLo. La terza lettura (ebraico:עליה, aliyah) termina qui.
|      |      |      |      |      |      |         |         |         |         |         |         |        |        |        |        |        |        |        |        |        |        |        |        |      |      |      |      |      |      |  |  |         |         |         |         |         |         |        |        |        |        |        |        |        |        |        |        |        |        |  |  |       |       |       |       |       |       |      |      |      |      |     |     |          |          |          |          |          |          |  |  |  |  |  |  |
|      |      |      |      |      |      |         |         |         |         |         |         |        |        |        |        |        |        |        |        |        |        |        |        |      |      |      |      |      |      |  |  | Terah   |         |         |         |         |         |        |        |        |        |        |        |        |        |        |        |        |        |  |  |       |       |       |       |       |       |      |      |      |      |     |     |          |          |          |          |          |          |  |  |  |  |  |  |
|      |      |      |      |      |      |         |         |         |         |         |         |        |        |        |        |        |        |        |        |        |        |        |        |      |      |      |      |      |      |  |  |         |         |         |         |         |         |        |        |        |        |        |        |        |        |        |        |        |        |  |  |       |       |       |       |       |       |      |      |      |      |     |     |          |          |          |          |          |          |  |  |  |  |  |  |
|      |      |      |      |      |      |         |         |         |         |         |         |        |        |        |        |        |        |        |        |        |        |        |        |      |      |      |      |      |      |  |  |         |         |         |         |         |         |        |        |        |        |        |        |        |        |        |        |        |        |  |  |       |       |       |       |       |       |      |      |      |      |     |     |          |          |          |          |          |          |  |  |  |  |  |  |
| Agar | Agar | Agar | Agar | Agar | Agar |         |         |         |         |         |         | Abramo | Abramo | Abramo | Abramo | Abramo | Abramo |        |        |        |        |        |        | Sara | Sara | Sara | Sara | Sara | Sara |  |  |         |         |         |         |         |         |        |        |        |        |        |        |        |        |        |        |        |        |  |  | Aran  | Aran  | Aran  | Aran  | Aran  | Aran  |      |      |      |      |     |     |          |          |          |          |          |          |  |  |  |  |  |  |
| Agar | Agar | Agar | Agar | Agar | Agar |         |         |         |         |         |         | Abramo | Abramo | Abramo | Abramo | Abramo | Abramo |        |        |        |        |        |        | Sara | Sara | Sara | Sara | Sara | Sara |  |  |         |         |         |         |         |         |        |        |        |        |        |        |        |        |        |        |        |        |  |  | Aran  | Aran  | Aran  | Aran  | Aran  | Aran  |      |      |      |      |     |     |          |          |          |          |          |          |  |  |  |  |  |  |
|      |      |      |      |      |      |         |         |         |         |         |         |        |        |        |        |        |        |        |        |        |        |        |        |      |      |      |      |      |      |  |  |         |         |         |         |         |         |        |        |        |        |        |        |        |        |        |        |        |        |  |  |       |       |       |       |       |       |      |      |      |      |     |     |          |          |          |          |          |          |  |  |  |  |  |  |
|      |      |      |      |      |      |         |         |         |         |         |         |        |        |        |        |        |        |        |        |        |        |        |        |      |      |      |      |      |      |  |  |         |         |         |         |         |         |        |        |        |        |        |        |        |        |        |        |        |        |  |  |       |       |       |       |       |       |      |      |      |      |     |     |          |          |          |          |          |          |  |  |  |  |  |  |
|      |      |      |      |      |      |         |         |         |         |         |         |        |        |        |        |        |        |        |        |        |        |        |        |      |      |      |      |      |      |  |  | Nacor   | Nacor   | Nacor   | Nacor   | Nacor   | Nacor   |        |        |        |        |        |        | Milca  | Milca  | Milca  | Milca  | Milca  | Milca  |  |  | Iscah | Iscah | Iscah | Iscah | Iscah | Iscah |      |      | Lot  | Lot  | Lot | Lot | Lot      | Lot      |          |          |          |          |  |  |  |  |  |  |
|      |      |      |      |      |      |         |         |         |         |         |         |        |        |        |        |        |        |        |        |        |        |        |        |      |      |      |      |      |      |  |  | Nacor   | Nacor   | Nacor   | Nacor   | Nacor   | Nacor   |        |        |        |        |        |        | Milca  | Milca  | Milca  | Milca  | Milca  | Milca  |  |  | Iscah | Iscah | Iscah | Iscah | Iscah | Iscah |      |      | Lot  | Lot  | Lot | Lot | Lot      | Lot      |          |          |          |          |  |  |  |  |  |  |
|      |      |      |      |      |      |         |         |         |         |         |         |        |        |        |        |        |        |        |        |        |        |        |        |      |      |      |      |      |      |  |  |         |         |         |         |         |         |        |        |        |        |        |        |        |        |        |        |        |        |  |  |       |       |       |       |       |       |      |      |      |      |     |     |          |          |          |          |          |          |  |  |  |  |  |  |
|      |      |      |      |      |      |         |         |         |         |         |         |        |        |        |        |        |        |        |        |        |        |        |        |      |      |      |      |      |      |  |  |         |         |         |         |         |         |        |        |        |        |        |        |        |        |        |        |        |        |  |  |       |       |       |       |       |       |      |      |      |      |     |     |          |          |          |          |          |          |  |  |  |  |  |  |
|      |      |      |      |      |      |         |         |         |         |         |         |        |        |        |        |        |        |        |        |        |        |        |        |      |      |      |      |      |      |  |  |         |         |         |         |         |         | Betuel | Betuel | Betuel | Betuel | Betuel | Betuel |        |        |        |        |        |        |  |  |       |       |       |       | Moab  | Moab  | Moab | Moab | Moab | Moab |     |     | Ben-ammi | Ben-ammi | Ben-ammi | Ben-ammi | Ben-ammi | Ben-ammi |  |  |  |  |  |  |
|      |      |      |      |      |      |         |         |         |         |         |         |        |        |        |        |        |        |        |        |        |        |        |        |      |      |      |      |      |      |  |  |         |         |         |         |         |         | Betuel | Betuel | Betuel | Betuel | Betuel | Betuel |        |        |        |        |        |        |  |  |       |       |       |       | Moab  | Moab  | Moab | Moab | Moab | Moab |     |     | Ben-ammi | Ben-ammi | Ben-ammi | Ben-ammi | Ben-ammi | Ben-ammi |  |  |  |  |  |  |
|      |      |      |      |      |      |         |         |         |         |         |         |        |        |        |        |        |        |        |        |        |        |        |        |      |      |      |      |      |      |  |  |         |         |         |         |         |         |        |        |        |        |        |        |        |        |        |        |        |        |  |  |       |       |       |       |       |       |      |      |      |      |     |     |          |          |          |          |          |          |  |  |  |  |  |  |
|      |      |      |      |      |      | Ismaele | Ismaele | Ismaele | Ismaele | Ismaele | Ismaele |        |        |        |        |        |        | Isacco | Isacco | Isacco | Isacco | Isacco | Isacco |      |      |      |      |      |      |  |  | Rebekah | Rebekah | Rebekah | Rebekah | Rebekah | Rebekah |        |        |        |        |        |        | Labano | Labano | Labano | Labano | Labano | Labano |  |  |       |       |       |       |       |       |      |      |      |      |     |     |          |          |          |          |          |          |  |  |  |  |  |  |
|      |      |      |      |      |      | Ismaele | Ismaele | Ismaele | Ismaele | Ismaele | Ismaele |        |        |        |        |        |        | Isacco | Isacco | Isacco | Isacco | Isacco | Isacco |      |      |      |      |      |      |  |  | Rebekah | Rebekah | Rebekah | Rebekah | Rebekah | Rebekah |        |        |        |        |        |        | Labano | Labano | Labano | Labano | Labano | Labano |  |  |       |       |       |       |       |       |      |      |      |      |     |     |          |          |          |          |          |          |  |  |  |  |  |  |
|      |      |      |      |      |      |         |         |         |         |         |         |        |        |        |        |        |        |        |        |        |        |        |        |      |      |      |      |      |      |  |  |         |         |         |         |         |         |        |        |        |        |        |        |        |        |        |        |        |        |  |  |       |       |       |       |       |       |      |      |      |      |     |     |          |          |          |          |          |          |  |  |  |  |  |  |

## Interpretazione intrabiblica
La parashah ha paralleli o viene discussa in queste fonti bibliche:

### Genesi capitolo 23
I 400 sicli d'argento che Abramo paga a Efron l'Ittita per acquistare la caverna di Macpela e la terra circostante in Genesi 23:14-16 si confronta con i 100 pezzi d'argento che Giacobbe paga ai figli di Hamor per una porzione di terra dove aveva messo la sua tenda fuori della città di Sichem in Genesi 33:18-19; i 50 sicli d'argento che Re David paga a Arauna il Gebuseo per l'aia, i buoi e la legna di Arauna in 2 Samuele 24:18-24 (ma 1 Cronache 21:24 riporta che costò 600 sicli d‘oro); e i 17 sicli d'argento che Geremia pagò a suo cugino Hanamel per il campo a Anathoth nella terra di Beniamino in Geremia 32:7-9
La caverna di Macpela dove Genesi 23:18 racconta che Abramo seppellì Sara, successivamente divenne il sepolcro di Abramo stesso (come riportato in Genesi 25:8-10) e poi di Isacco, Rebekah, Lia e Giacobbe (secondo Genesi 49:29-31).

### Genesi capitolo 24
La storia della missione di Eliezer per trovare una moglie a Isacco viene raccontata due volte, la prima dal narratore in Genesi 24:1-27 e la seconda dal servo di Abramo in Genesi 24:34-48. Isaac Abrabanel e altri commentatori notano una quantità di differenze tra i due resoconti.
| Genesi 24:1-27 Nella Narrazione | Genesi 24:34-48 Raccontato dal Servo di Abramo |
| --- | --- |
| 1 Abramo era ormai vecchio, avanti negli anni, e il Signore lo aveva benedetto in ogni cosa. | 35 Il Signore ha benedetto molto il mio padrone, che è diventato potente: gli ha concesso greggi e armenti, argento e oro, schiavi e schiave, cammelli e asini. 36 Sara, la moglie del mio padrone, gli ha partorito un figlio, quando ormai era vecchio, al quale egli ha dato tutti i suoi beni.  |
| 2 Allora Abramo disse al suo servo, il più anziano della sua casa, che aveva potere su tutti i suoi beni: "Metti la mano sotto la mia coscia. | 34 E disse: "Io sono un servo di Abramo. |
| 3 E ti farò giurare per il Signore, Dio del cielo e Dio della terra, che non prenderai per mio figlio una moglie tra le figlie dei Cananei, in mezzo ai quali abito. | 37 E il mio padrone mi ha fatto giurare: Non devi prendere per mio figlio una moglie tra le figlie dei Cananei, in mezzo ai quali abito. |
| 4 Ma che andrai al mio paese, nella mia patria, a scegliere una moglie per mio figlio Isacco". | 38 Ma andrai alla casa di mio padre, alla mia famiglia, a prendere una moglie per mio figlio. |
| 5 Gli disse il servo: "Se la donna non mi vuol seguire in questo paese, dovrò forse ricondurre tuo figlio al paese da cui tu sei uscito?" | 39 Io dissi al mio padrone: Forse la donna non mi seguirà. |
| 6 Gli rispose Abramo: "Guardati dal ricondurre là mio figlio! | |
| 7 Il Signore, Dio del cielo e Dio della terra, che mi ha tolto dalla casa di mio padre e dal mio paese natio, che mi ha parlato e mi ha giurato: Alla tua discendenza darò questo paese, egli stesso manderà il suo angelo davanti a te, perché tu possa prendere di là una moglie per il mio figlio. | 40 Mi rispose: Il Signore, alla cui presenza io cammino, manderà con te il suo angelo e darà felice esito al tuo viaggio, così che tu possa prendere una moglie per il mio figlio dalla mia famiglia e dalla casa di mio padre;                                                                     |
| 8 Se la donna non vorrà seguirti, allora sarai libero dal giuramento a me fatto; ma non devi ricondurre là il mio figlio". | 41 Solo quando sarai andato alla mia famiglia, sarai esente dalla mia maledizione; se non volessero cedertela, sarai esente dalla mia maledizione. |
| 9 Allora il servo mise la mano sotto la coscia di Abramo, suo padrone, e gli prestò giuramento riguardo a questa cosa. | |
| 10 Il servo prese dieci cammelli del suo padrone e, portando ogni sorta di cose preziose del suo padrone, si mise in viaggio e andò nel Paese dei due fiumi, alla città di Nacor. | |
| 11 Fece inginocchiare i cammelli fuori della città, presso il pozzo d'acqua, nell'ora della sera, quando le donne escono ad attingere. 12 E disse: "Signore, Dio del mio padrone Abramo, concedimi un felice incontro quest'oggi e usa benevolenza verso il mio padrone Abramo! | 42 Così oggi sono arrivato alla fonte e ho detto: Signore, Dio del mio padrone Abramo, se stai per dar buon esito al viaggio che sto compiendo: |
| 13 Ecco, io sto presso la fonte dell'acqua, mentre le fanciulle della città escono per attingere acqua 14 Ebbene, la ragazza alla quale dirò: Abbassa l'anfora e lasciami bere, e che risponderà: Bevi, anche ai tuoi cammelli darò da bere, sia quella che tu hai destinata al tuo servo Isacco; da questo riconoscerò che tu hai usato benevolenza al mio padrone".                                          | 43 ecco, io sto presso la fonte d'acqua; ebbene, la giovane che uscirà ad attingere, alla quale io dirò: Fammi bere un po' d'acqua dalla tua anfora; 44 e mi risponderà: Bevi tu; anche per i tuoi cammelli attingerò, quella sarà la moglie che il Signore ha destinata al figlio del mio padrone. |
| 15 Non aveva ancora finito di parlare, quand'ecco Rebecca, che era nata a Betuèl figlio di Milca, moglie di Nacor, fratello di Abramo, usciva con l'anfora sulla spalla. 16 La giovinetta era molto bella d'aspetto, era vergine, nessun uomo le si era unito. Essa scese alla sorgente, riempì l'anfora e risalì. 17 Il servo allora le corse incontro e disse: "Fammi bere un po' d'acqua dalla tua anfora". | 45 Io non avevo ancora finito di pensare, quand'ecco Rebecca uscire con l'anfora sulla spalla; scese alla fonte, attinse; io allora le dissi: Fammi bere. |
| 18 Rispose: "Bevi, mio signore". In fretta calò l'anfora sul braccio e lo fece bere. 19 Come ebbe finito di dargli da bere, disse: "Anche per i tuoi cammelli ne attingerò, finché finiranno di bere". 20 In fretta vuotò l'anfora nell'abbeveratoio, corse di nuovo ad attingere al pozzo e attinse per tutti i cammelli di lui.                                                                              | 46 Subito essa calò l'anfora e disse: Bevi; anche ai tuoi cammelli darò da bere. Così io bevvi ed essa diede da bere anche ai cammelli. |
| 21 Intanto quell'uomo la contemplava in silenzio, in attesa di sapere se il Signore avesse o no concesso buon esito al suo viaggio. | |
| 22 Quando i cammelli ebbero finito di bere, quell'uomo prese un pendente d'oro del peso di mezzo siclo e glielo pose alle narici e le pose sulle braccia due braccialetti del peso di dieci sicli d'oro; 23 e disse: "Di chi sei figlia? Dimmelo. C'è posto per noi in casa di tuo padre, per passarvi la notte?" 24 Gli rispose: "Io sono figlia di Betuèl, il figlio che Milca partorì a Nacor".             | 47 E io la interrogai: Di chi sei figlia? Rispose: Sono figlia di Betuèl, il figlio che Milca ha partorito a Nacor. Allora le posi il pendente alle narici e i braccialetti alle braccia. |
| 25 E soggiunse: "C'è paglia e foraggio in quantità da noi e anche posto per passare la notte". | |
| 26 Quell'uomo si inginocchiò e si prostrò al Signore. 27 E disse: "Sia benedetto il Signore, Dio del mio padrone Abramo, che non ha cessato di usare benevolenza e fedeltà verso il mio padrone. Quanto a me, il Signore mi ha guidato sulla via fino alla casa dei fratelli del mio padrone". | 48 Poi mi inginocchiai e mi prostrai al Signore e benedissi il Signore, Dio del mio padrone Abramo, il quale mi aveva guidato per la via giusta a prendere per suo figlio la figlia del fratello del mio padrone.                                                                                   |

Il servo di Abramo che incontra (a nome di Isacco) Rebekah al pozzo in Genesi 24:11-27 è il primo di numerosi incontri presso abbeveratoi narrati dalla Torah, e che portano ad un matrimonio. Dello stesso tipo di scena sono l'incontro di Giacobbe e Rachele al pozzo in Genesi 29:1-12 e quello di Mosè e Sefora al pozzo in Esodo 2:15-21. Ciascun incontro tratta di (1) un viaggio in una terra lontana, (2) una tappa presso un pozzo, (3) una giovane donna che si reca al pozzo per prendere acqua, (4) una generosa offerta di acqua, (5) la giovane donna che torna a casa per avvisare la famiglia, (6) il visitatore presentato alla famiglia, e (7) un successivo matrimonio.

## Interpretazione non rabbinica

### Genesi capitolo 24
Flavio Giuseppe narra che Rebekah disse al servo di Abramo: “mio padre fu Betuel, ma è morto; e Labano è mio fratello; e, insieme a mia madre, si prende cura di tutti gli affari di famiglia ed è il guardiano della mia verginità.”

## Interpretazione rabbinica classica
La parashah viene discussa nelle fonti rabbiniche dell'era mishnaica e talmudica.

## Interpretazione rabbinica medievale

### Genesi capitolo 24
La Zohar insegna che quando il servo di Abramo raggiunse Haran e incontrò Rebekah (secondo Genesi 24:11) "nell'ora della sera", era il tempo della preghiera pomeridiana (ebraico: מִנְחָה, mincha). Quindi il momento in cui Isacco iniziò la; preghiera del pomeriggio coincise col momento in cui il servo di Abramo incontrò Rebekah. Quindi anche Rebekah venne a Isacco (secondo Genesi 24:64) nello stesso momento della preghiera pomeridiana di Isacco.

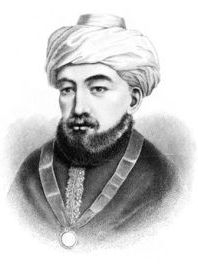
Maimonide

Maimonide cita le parole di Labano e Betuel su Rebekah in Genesi 24:51 "Prendila e va e sia la moglie del figlio del tuo padrone, come ha parlato il Signore" come esempio della proposizione che la Scrittura attribuisce a Dio eventi evidentemente [apparentemente] dovuti al caso.

## Comandamenti
Secondo Maimonide e lo Sefer ha-Chinuch, non ci sono comandamenti (mitzvot) in questa parshah.

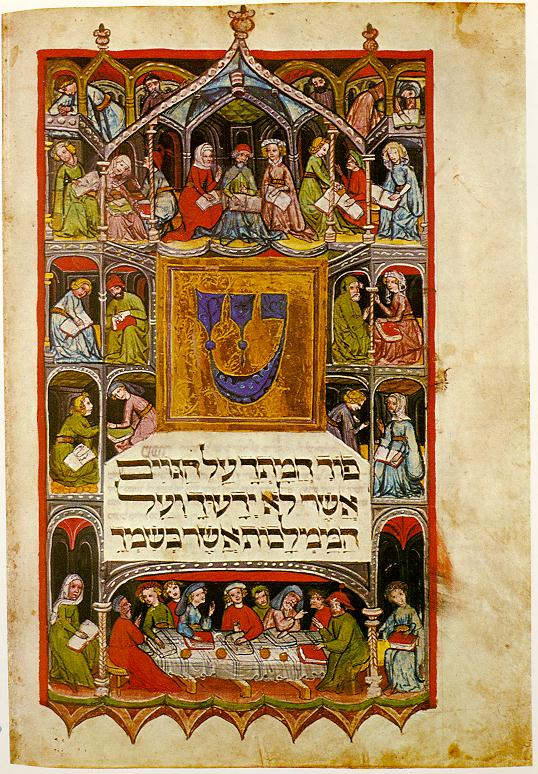
Pagina di una Haggadah tedesca del XIV secolo

## Nella liturgia
La parashah si riflette nelle seguenti parti della liturgia ebraica:
Nella Benedizione dopo i pasti (Birkat Hamazon), alla chiusura della quarta benedizione (di ringraziamento per la bontà divina), gli ebrei alludono alla benedizione di Dio ai Patriarchi descritta in Genesi 24:1, Genesi 27:33 e Genesi 33:11.
I Saggi deducono dalla "meditazione... verso sera" di Isacco in Genesi 24:63, che Isacco diede inizio la pratica della preghiera pomeridiana (ebraico: מִנְחָה, mincha).

## Maqam settimanale
Nella Maqam settimanale, gli ebrei sefarditi ogni settimana basano i loro canti del servizio religioso sul contenuto della rispettiva parashah settimanale. Per la parashah Chayei Sarah, gli sefarditi usano la Maqam Hijaz, una maqam che esprime lutto e tristezza. Tale maqam è qui appropriata, poiché la parashah contiene le morti sia di Sara che di Abramo.

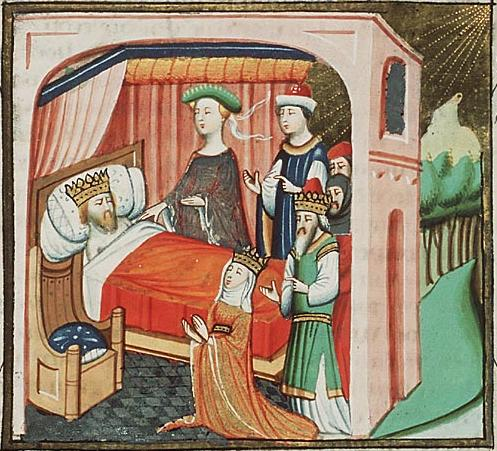
Abisag al capezzale di David, con Betsabea, Salomone e Natan (da una Bibbia olandese del 1435 ca.)

## Haftarah
La haftarah della parashah è:
- per gli aschenaziti, sefarditi e le comunità yemenite dardai 1 Re 1:1-31[55]
- per gli ebrei yemeniti: 1 Re 1:1-36,46[56]
- per i caraiti: Isaia 51:2-22[57]
- per gli ebrei italiani: 1RE 1:1-34[58]

## Riferimenti
La parashah ha paralleli o viene discussa nelle seguenti fonti (EN, HE, IT, YI) :

### Biblici
- Genesi 29:1-12[59] (corteggiamento al pozzo).
- Esodo 2:15-21[60] (corteggiamento al pozzo).

### Rabbinici classici
- Mishnah: Kiddushin 4:14; Avot 5:19. Terra d'Israele, circa 200 e.v.. Ristampata in The Mishnah: A New Translation. Trad. di Jacob Neusner, 387–88, 498, 688–89. New Haven: Yale University Press, 1988. ISBN 0-300-05022-4.
- Tosefta: Sotah 7:3, 10:5; Kiddushin 5:17. Terra d'Israele, circa 300 e.v. Rist. in The Tosefta: Translated from the Hebrew, with a New Introduction. Trad. di Jacob Neusner, 861, 876, 946. Peabody, Mass.: Hendrickson Pub., 2002. ISBN 1-56563-642-2.
- Talmud gerosolimitano: Berakhot 43a; Orlah 9b; Rosh Hashanah 12a. Terra d'Israele, circa 400 e.v. Rist. in Talmud Yerushalmi. Curata da Chaim Malinowitz, Yisroel Simcha Schorr, e Mordechai Marcus, voll. 1, 12, 24. Brooklyn: Mesorah Publications, 2005–2012.
- Genesi Rabbah 8:13; 38:10; 42:5; 45:9; 48:16; 55:6; 58:1–62:5; 65:9; 66:4; 68:2–4, 9; 70:12; 79:7; 85:7; 96; 97. Terra d'Israele, V secolo. Rist. in Midrash Rabbah: Genesis. Trad. di H. Freedman & Maurice Simon. Londra: Soncino Press, 1939. ISBN 0-900689-38-2.

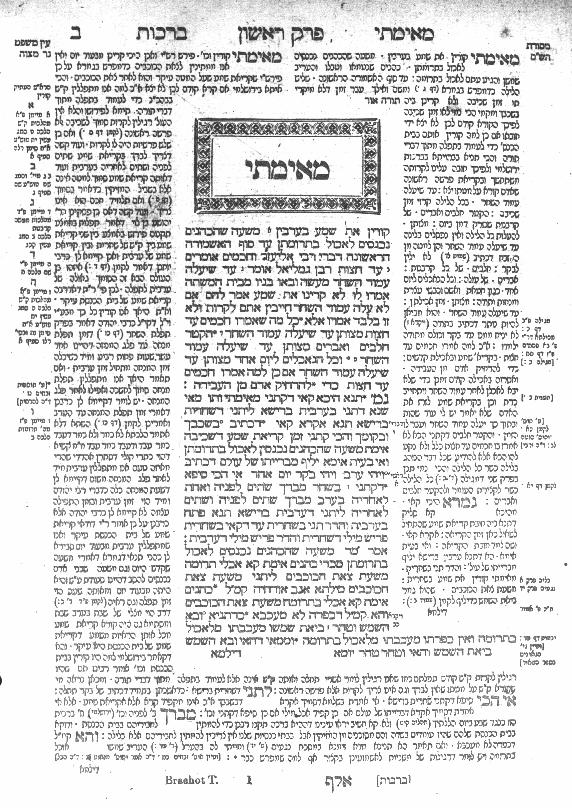
Talmud

- Levitico Rabbah 19:5; 20:11; 30:10; 37:4. Terra d'Israele, V secolo. Rist. in Midrash Rabbah: Leviticus. Trad. di H. Freedman & Maurice Simon. Londra: Soncino Press, 1939. ISBN 0-900689-38-2.

- Talmud babilonese: Berakhot 18a, 26b, 61a; Shabbat 62b, 77a; Eruvin 18b, 53a; Pesachim 3a; Yoma 28b; Taanit 4a; Megillah 17a; Moed Katan 18b; Yevamot 61b; Ketubot 57b; Nedarim 41b; Sotah 5a, 14a; Gittin 76a; Kiddushin 2a, 4b, 82a; Bava Kamma 92b; Bava Metzia 87a; Bava Batra 16b, 69b, 141a; Sanhedrin 46b, 59b, 91a, 95a, 107b; Shevuot 38b; Avodah Zarah 7b; Zevachim 62b; Chullin 95b, 120a; Bekhorot 50a. Babilonia, VI secolo. Rist. in Talmud Bavli. Curato da Yisroel Simcha Schorr, Chaim Malinowitz, e Mordechai Marcus, 72 vols. Brooklyn: Mesorah Pubs., 2006.

### Medievali
- Deuteronomio Rabbah 2:11; 9:4; 11:1. Terra d'Israele, IX secolo. Ristampata in Midrash Rabbah: Deuteronomy. Trad. H. Freedman & Maurice Simon. Londra: Soncino Press, 1939. ISBN 0-900689-38-2.
- Esodo Rabbah 1:32; 31:17; 32:9. X secolo. Rist. in Midrash Rabbah: Exodus. Trad. S. M. Lehrman. Londra: Soncino Press, 1939. ISBN 0-900689-38-2.
- Cantico dei Cantici Rabbah 2:41; 3:8.
- Ruth Rabbah 4:3; 7:12.
- Lamentazioni Rabbah 1:19.
- Ecclesiaste Rabbah 2:30.
- Esther Rabbah 2:9.
- Solomon ibn Gabirol. A Crown for the King, 16:199–200; 22:269–70. Spagna, XI secolo. Trad. David R. Slavitt, 28–29, 36–37. New York: Oxford University Press, 1998. ISBN 0-19-511962-2.

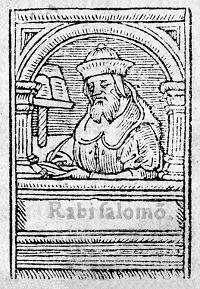
Rashi

- Rashi. Commentary. Genesis 23–25. Troyes, Francia, XI secolo. Rist. in Rashi. The Torah: With Rashi's Commentary Translated, Annotated, and Elucidated. Trad. (EN)  e note di Yisrael Isser Zvi Herczeg, 1:241–70. Brooklyn: Mesorah Publications, 1995. ISBN 0-89906-026-9.
- Numeri Rabbah 2:1, 26; 10:5; 14:10–11; 15:12; 19:32; 21:20. XII secolo. Rist. in Midrash Rabbah: Numbers. Trad. Judah J. Slotki. Londra: Soncino Press, 1939. ISBN 0-900689-38-2.
- Zohar 1:21a, 50a, 100b, 103a, 121a–34a, 135b, 141a, 142a, 181b, 187a, 223a, 224a; 2:39b, 236a; 3:103a, 148b, 158a; Raya Mehemna 60a. Spagna, tardo XIII secolo. Rist. in The Zohar. Trad.Harry Sperling & Maurice Simon. 5 voll. Londra: Soncino Press, 1934.

### Moderni
- Emily Dickinson. Poem 506 (He touched me, so I live to know). 1862. In The Complete Poems of Emily Dickinson. Cur. da Thomas H. Johnson, 246. New York: Little, Brown & Co., 1960. ISBN 0-316-18414-4.

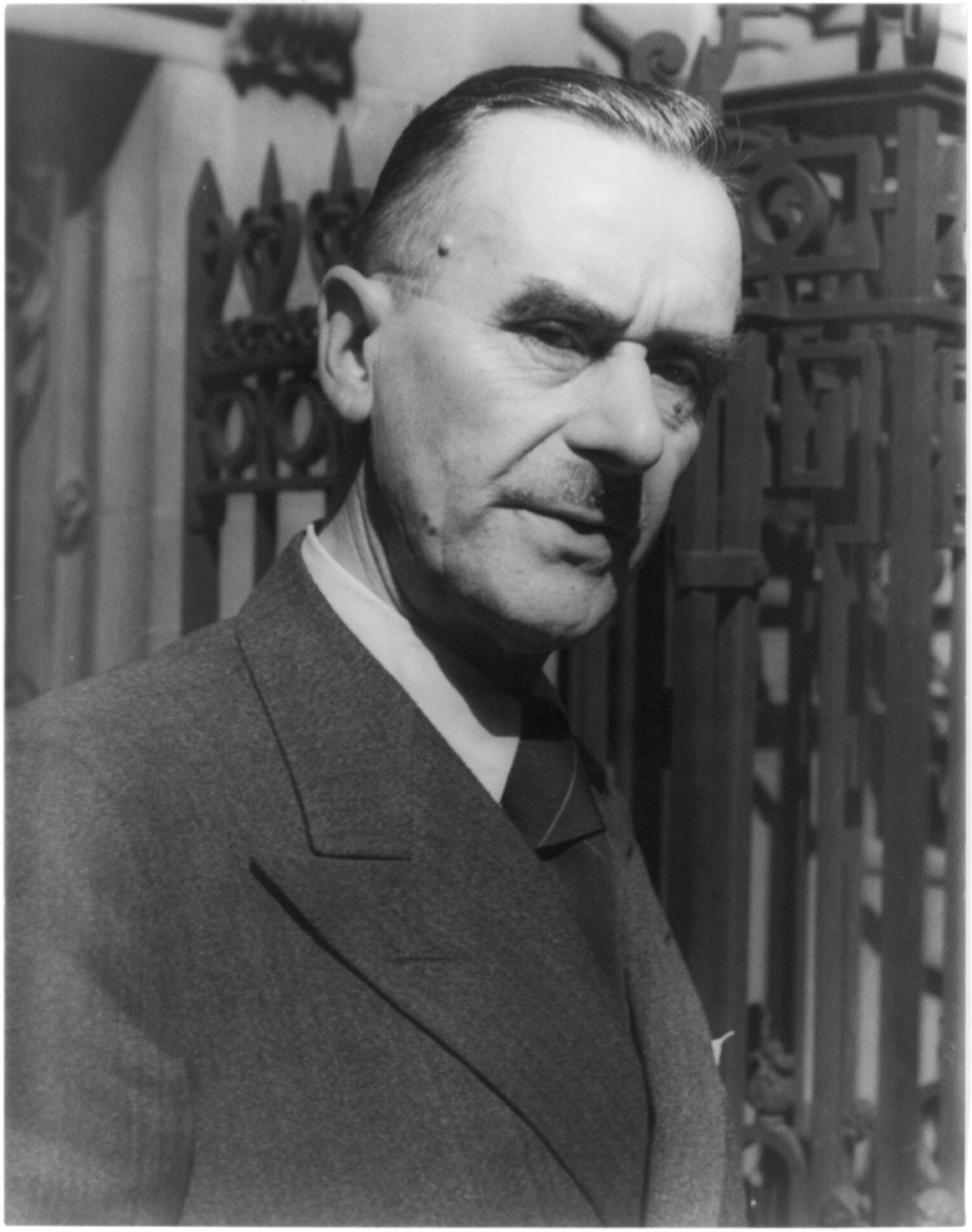
Thomas Mann

- Thomas Mann. Giuseppe e i suoi fratelli. Trad.John E. Woods, 11, 58, 93–94, 100, 127–28, 130, 133–34, 173, 185, 187, 203, 339–43, 353–54, 394–95, 476–77, 492–93, 496–98, 623, 779, 806. New York: Alfred A. Knopf, 2005. ISBN 1-4000-4001-9. Originale (DE)  Joseph und seine Brüder. Stockholm: Bermann-Fischer Verlag, 1943.
- Manfred R. Lehmann. “Abraham's Purchase of Machpelah and Hittite Law.” Bulletin of the American Schools of Oriental Research. 129 (1953) 15–18.
- Martin Buber. On the Bible: Eighteen studies, 22–43. New York: Schocken Books, 1968.
- Wolfgang M.W. Roth. “The Wooing of Rebekah. A Tradition-Critical Study of Genesis 24.” Catholic Biblical Quarterly. 34 (1972) 177–87.
- R. David Freedman. “‘Put Your Hand Under My Thigh’—The Patriarchal Oath.” Biblical Archaeology Review. 2 (2) (Giugno 1976).
- Christine Garside Allen. “Who was Rebekah?” In Beyond Androcentrism: New Essays on Women and Religion. Cur. da Rita Gross, pp. 183–216. Missoula, Montana: Scholars, 1977. ISBN 0-89130-196-8.
- Nahum M. Sarna. “Genesis Chapter 23: The Cave of Machpelah.” Hebrew Studies. 23 (1982) 17–21.
- Avivah Gottlieb Zornberg. (EN)  The Beginning of Desire: Reflections on Genesis, pp. 123–43. New York: Image Books/Doubelday, 1995. ISBN 0-385-48337-6.
- K.T. Aitken. “The Wooing of Rebekah: A Study in the Development of a Tradition.” Journal for the Study of the Old Testament. 30 (1984) 3–23.
- Marc Gellman. “Rebekah and the Camel Who Made No Noise.” In Does God Have a Big Toe? Stories About Stories in the Bible, 53–56. New York: HarperCollins, 1989. ISBN 0-06-022432-0.
- Raymond Westbrook. Property and Family in Biblical Law, 24–35. Sheffield: Sheffield Academic Press, 1991. ISBN 1-85075-271-0.
- Elizabeth Bloch-Smith. “Burials.” In The Anchor Bible Dictionary. Cur. da David Noel Freedman, vol. 1, pp. 785–94. New York: Doubleday, 1992. ISBN 0-385-19351-3.
- Aaron Wildavsky. Assimilation versus Separation: Joseph the Administrator and the Politics of Religion in Biblical Israel, 6–7. New Brunswick, N.J.: Transaction Publishers, 1993. ISBN 1-56000-081-3.
- Joseph Telushkin. The Ten Commandments of Character: Essential Advice for Living an Honorable, Ethical, Honest Life, 50–51. New York: Bell Tower, 2003. ISBN 1-4000-4509-6.
- Suzanne A. Brody. “Rebecca's Goodbye.” In Dancing in the White Spaces: The Yearly Torah Cycle and More Poems, 66. Shelbyville, Kentucky: Wasteland Press, 2007. ISBN 1-60047-112-9.
- Esther Jungreis. Life Is a Test, 130, 134. Brooklyn: Shaar Press, 2007. ISBN 1-4226-0609-0.

### Testi
- Wikisource - Parashat Chayyei Sarah
- "Parashat Haiiè Sarà", su torah.it
- Commentari e canti della "Parashat Haiiè Sarà", su torah.it
- Testo Masoretico e traduzione JPS 1917, su mechon-mamre.org.
- Parashah cantata, su bible.ort.org. URL consultato il 4 febbraio 2013 (archiviato dall'url originale il 1º gennaio 2011).
- Parashah in ebraico, su mechon-mamre.org.

### Commentari
- Academy for Jewish Religion, California, su ajrca.org.
- Academy for Jewish Religion, New York, su ajrsem.org.
- Aish.com. URL consultato il 4 febbraio 2013 (archiviato dall'url originale il 14 novembre 2011).
- Akhlah: The Jewish Children’s Learning Network, su akhlah.com. URL consultato il 4 febbraio 2013 (archiviato dall'url originale l'11 febbraio 2013).
- American Jewish University, su judaism.ajula.edu (archiviato dall'url originale il 20 febbraio 2012).
- Ari Goldwag, su arigoldwag.com. URL consultato il 24 luglio 2013 (archiviato dall'url originale il 27 luglio 2013).
- Bar-Ilan University, su biu.ac.il.
- Chabad.org.
- eparsha.com.
- G-dcast, su g-dcast.com. URL consultato il 4 febbraio 2013 (archiviato dall'url originale il 20 marzo 2013).
- The Israel Koschitzky Virtual Beit Midrash, su vbm-torah.org. URL consultato il 12 novembre 2011 (archiviato dall'url originale il 2 novembre 2011).
- Jewish Agency for Israel, su jewishagency.org. URL consultato il 4 febbraio 2013 (archiviato dall'url originale il 2 ottobre 2012).
- Jewish Theological Seminary (XML), su jtsa.edu. URL consultato il 4 febbraio 2013 (archiviato dall'url originale l'11 marzo 2013).
- Miriam Aflalo, su mishpacha.com. URL consultato il 4 febbraio 2013 (archiviato dall'url originale il 6 aprile 2012).
- MyJewishLearning.com.
- Ohr Sameach, su ohr.edu.
- Orthodox Union, su ou.org.
- OzTorah, Torah from Australia, su oztorah.com.
- Oz Ve Shalom — Netivot Shalom, su netivot-shalom.org.il. URL consultato il 24 giugno 2010 (archiviato dall'url originale il 24 giugno 2010).
- Pardes from Jerusalem, su pardes.org.il. URL consultato il 4 febbraio 2013 (archiviato dall'url originale il 15 aprile 2012).

- Parshah Parts (PDF), su parshaparts.com. URL consultato il 4 febbraio 2013 (archiviato dall'url originale l'8 marzo 2012).
- Rabbi Dov Linzer, su rabbidovlinzer.blogspot.com.
- RabbiShimon.com. URL consultato il 4 febbraio 2013 (archiviato dall'url originale il 6 giugno 2012).
- Rabbi Shlomo Riskin, su ohrtorahstone.org.il. URL consultato il 21 agosto 2011 (archiviato dall'url originale il 21 agosto 2011).
- Rabbi Shmuel Herzfeld, su rabbishmuel.com. URL consultato il 4 febbraio 2013 (archiviato dall'url originale l'11 marzo 2013).
- Reconstructionist Judaism, su www2.jrf.org. URL consultato il 18 marzo 2006 (archiviato dall'url originale il 21 marzo 2006).
- Sephardic Institute, su judaic.org. URL consultato il 4 febbraio 2013 (archiviato dall'url originale il 26 luglio 2011).
- Shiur.com.
- 613.org Jewish Torah Audio, su 613.org. URL consultato il 25 agosto 2011 (archiviato dall'url originale il 25 agosto 2011).
- Tanach Study Center, su tanach.org.
- Torah from Dixie, su tfdixie.com. URL consultato il 4 febbraio 2013 (archiviato dall'url originale il 28 novembre 2006).
- Torah.it, su archivio-torah.it.
- Torah.org.
- TorahVort.com.
- Union for Reform Judaism, su urj.org. URL consultato il 4 febbraio 2013 (archiviato dall'url originale il 17 giugno 2009).
- United Hebrew Congregations of the Commonwealth, su chiefrabbi.org.
- United Synagogue of Conservative Judaism, su uscj.org. URL consultato il 4 febbraio 2013 (archiviato dall'url originale il 14 agosto 2012).
- What’s Bothering Rashi?, su shemayisrael.com.
- Yeshivat Chovevei Torah, su yctorah.org.
- Yeshiva University, su yutorah.org. URL consultato il 4 febbraio 2013 (archiviato dall'url originale il 18 dicembre 2019).

| Controllo di autorità | J9U (EN, HE) 987007288199505171 |